# China Keitetsi
China Keitetsi (* 1976, Uganda) je mírová aktivistka ugandského původu.
Coby devítiletá holčička utekla z domova v ugandsé vesnici, kde byla trápena otčímem. Vstoupila do dětské jednotky Armády národního odporu (National Resistance Army) generála Museveniho. Z povstalecké armády se roku 1986 stala armáda vládní poté, co Museveni byl zvolen ugandským prezidentem. Ale válka neskončila. Roku 1995 China Keitetsi prchala strastiplnou cestou z Ugandy do Jihoafrické republiky. S pomocí OSN se odsud dostala do Dánska, které se stalo jejím novým domovem. Žije v Dánsku, jezdí po světě a přednáší o utrpení dětí v armádách afrických zemí, spolupracuje s Amnesty International. V roce 2004 navštívila i Česko.
.
Svůj trpký život popsala v knize Musela jsem zabíjet s podtitulkem: Místo panenky mi dali pušku, kde popisuje k čemu byla po léta nucena. O tom jak byla trápena, bita a znásilňována. Přibližuje ukrutnosti, které musejí dětští vojáci provádět i snášet.

## Hudba
The Kelly Family: Intermission:China Keietetsi, na albu Homerun

Jmenuji se China Keitetsi

bývala jsem dětským vojákem

a teď jsem tady na Západě

zavřu své oči a mohu říci:"Jsem šťastná"

Ale sdílet tuto svobodu také bolí

když vím, že moji přátelé jsou i nadále tam.

A musejí poslouchat, koho mají nenávidět a koho milovat

a koho odkráglovat a koho ušetřit.

(volný překlad)